# 筒井順定
筒井 順定（つつい じゅんてい）は、江戸時代初期の伊賀国上野藩の世嗣。

## 略歴
筒井定次の嫡男として誕生。生母は定次の正室である織田信長の三女・秀子であるため、信長の外孫に当たる。幼名は藤太郎。
慶長13年（1608年）に父が改易されると、父と共に陸奥国磐城平藩主・鳥居忠政の許に預けられた。慶長20年（1615年）3月5日、大坂冬の陣において豊臣氏と内通したという罪により、父と共に自害させられた。